# Lago Assal
O lago Assal é um importante lago de cratera formado na cratera de um vulcão extinto situado na região de Tadjourah, fronteiro à região de Dikhil, no Djibuti, na África, e representa o ponto de menor altitude da África, a cerca de 155 metros abaixo do nível do mar. Tem uma área aproximada de 54 km². 
É considerado o lago mais salgado do mundo e, devido a esta característica, é um local frequentado pelos beduínos e caravanas etíopes que usam o sal como moeda de troca.
Tem um profundidade média de 7,4 metros e máxima superior a 20 metros e suporta 400 000 000 m³ de água. É rodeado por várias salinas, exploradas pelos transeuntes e outros que ocuparam a região circundante ao lago e que transformaram o sal na maior fonte de riqueza local, exportando-o para países como a Etiópia.
Também é procurado por vários turistas que aproveitam a água salobra como tratamentos de pele e de doenças dos ossos, como a osteoporose que afeta grande parte da população dos países desenvolvidos.